# Tiberinus
Tiberinus, Tiberinus Pater – w mitologii rzymskiej bóg Tybru, głównej rzeki Lacjum.
Uważano go za syna Janusa i nimfy Camasene, który utopił się w rzece nazwanej jego imieniem. W innej wersji mitu był władcą Alby Longi, synem Capetusa i ojcem Agryppy, utopionym podczas przeprawy przez rzekę Albulę, wskutek czego zmieniła ona swą nazwę. Odmienny przekaz mówi o nim jako o władcy miasta Weje zabitym nad Albulą, której wody pochłonęły jego ciało. W mityczno-literackim przekazie podanym przez Horacego (Carmina I, 2) małżonką jego miała być legendarna Rea Sylwia, zwana też Ilią.
Jego popularne w sztuce Rzymian personifikacje wyobrażają go w pozycji półleżącej, jako brodatego, niemal nagiego starca z atrybutami, którymi zwykle są wiosło i róg obfitości. Posąg Tiberinusa wraz z posągiem rzecznego boga Nilu wystawiono w I wieku n.e. na Polu Marsowym.
Znaczenie Tybru (spotykana też nazwa Tyrrhenus, gdyż była główną rzeką Etrurii, czyli Tyrrhenii) jako najważniejszej rzeki środkowej Italii, polega na jej granicznej roli pomiędzy Etrurią, Umbrią i Lacjum a krajem Sabinów. Ze względu na zamulone, żółte wody nazywano ją poetycko Flavus Tiber.